# Pomy VD
| VD ist das Kürzel für den Kanton Waadt in der Schweiz. Es wird verwendet, um Verwechslungen mit anderen Einträgen des Namens Pomy zu vermeiden. |

Pomy ist eine politische Gemeinde im Bezirk Jura-Nord vaudois des Kantons Waadt in der Schweiz.

## Geographie
Pomy liegt auf 558 m ü. M., 3 km südöstlich der Bezirkshauptstadt Yverdon-les-Bains (Luftlinie). Das Haufendorf erstreckt sich auf einer Hochfläche südlich des Höhenzuges des Montéla im Molassehügelland des nördlichen Waadtländer Mittellandes.
Die Fläche des 5,6 km² grossen Gemeindegebiets umfasst einen Abschnitt des Hügellandes zwischen der Orbeebene und der Broye. Der zentrale Teil des Gebietes wird von einer weiten Hochfläche eingenommen, die nach Nordosten zum Tal von Cuarny, nach Südwesten zu demjenigen der Niauque abfällt. Dieser Bach, ein Zufluss des Buron, bildet die südwestliche Grenze. Im Süden erstreckt sich das Gemeindegebiet auf den Höhenrücken des Montéla und erreicht im Haut de Baume mit 642 m ü. M. den höchsten Punkt von Pomy. Von der Gemeindefläche entfielen 1997 7 % auf Siedlungen, 16 % auf Wald und Gehölze und 77 % auf Landwirtschaft.
Zu Pomy gehören der Weiler Chevressy (579 m ü. M.) am Südwesthang des Montéla hoch über Yverdon, die Wohnsiedlung Calamin (500 m ü. M.) am Stadtrand von Yverdon sowie einige Einzelhöfe. Nachbargemeinden von Pomy sind Yverdon-les-Bains, Cuarny, Cronay, Ursins, Valeyres-sous-Ursins und Gressy.

## Bevölkerung
Mit 876 Einwohnern (Stand 31. Dezember 2023) gehört Pomy zu den kleineren Gemeinden des Kantons Waadt. Von den Bewohnern sind 95,4 % französischsprachig, 1,9 % deutschsprachig und 1,5 % italienischsprachig (Stand 2000). Die Bevölkerungszahl von Pomy belief sich 1900 auf 497 Einwohner. Nachdem die Bevölkerung bis 1980 auf 400 Personen abgenommen hatte, wurde seither wieder eine deutliche Bevölkerungszunahme registriert.

## Wirtschaft
Pomy war bis in die zweite Hälfte des 20. Jahrhunderts ein vorwiegend durch die Landwirtschaft geprägtes Dorf. Noch heute haben der Ackerbau, der Obstbau und die Viehzucht eine wichtige Bedeutung in der Erwerbsstruktur der Bevölkerung. Weitere Arbeitsplätze sind im lokalen Kleingewerbe und im Dienstleistungssektor vorhanden. Pomy ist seit 1985 Standort eines Berufsausbildungszentrums für Behinderte. In den letzten Jahrzehnten hat sich Pomy zu einer Wohngemeinde entwickelt. Zahlreiche Erwerbstätige sind deshalb Wegpendler, die vor allem in Yverdon arbeiten.

## Verkehr
Die Gemeinde ist verkehrstechnisch gut erschlossen. Sie liegt an der Hauptstrasse von Yverdon nach Moudon, die bei Pomy eine lokale Ortsumfahrung besitzt. Der Autobahnanschluss Yverdon-Sud an der 1981 eröffneten A1 (Lausanne-Yverdon) ist rund 3 km vom Ortskern entfernt. Heute wird das Gemeindegebiet vom 3 km langen Tunnel de Pomy der 2001 eingeweihten A1 (Yverdon-Payerne) unterquert. Durch einen Postautokurs, der von Yverdon nach Thierrens verkehrt, ist Pomy an das Netz des öffentlichen Verkehrs angebunden.

## Geschichte
Die erste urkundliche Erwähnung des Ortes erfolgte 1184 unter dem Namen Pomierus. Später erschienen die Bezeichnungen Pomiers (1211), Pomer (1237) und Pomier (1453). Der Ortsname leitet sich vom lateinischen Wort pomarium (Obstgarten) ab und bezieht sich insbesondere auf Apfelbäume (französisch pommier).
Seit dem Mittelalter war Pomy Teil der Herrschaft Belmont. Auch die Abtei Montheron besass Grundrechte auf dem Gebiet des Dorfes. Mit der Eroberung der Waadt durch Bern im Jahr 1536 gelangte Pomy unter die Verwaltung der Vogtei Yverdon. Nach dem Zusammenbruch des Ancien Régime gehörte das Dorf von 1798 bis 1803 während der Helvetik zum Kanton Léman, der anschliessend mit der Inkraftsetzung der Mediationsverfassung im Kanton Waadt aufging. 1798 wurde es dem Bezirk Yverdon zugeteilt. Im Rahmen einer Grenzbereinigung wurde der Hof La Grand-Fin 1964 von Pomy an Cuarny abgetreten.

## Sehenswürdigkeiten
Die Kirche Saint-Georges stammt ursprünglich aus dem 14. Jahrhundert, wurde später aber mehrfach umgebaut. Im Ortskern sind einige stattliche Bauernhäuser aus dem 17. bis 19. Jahrhundert erhalten.

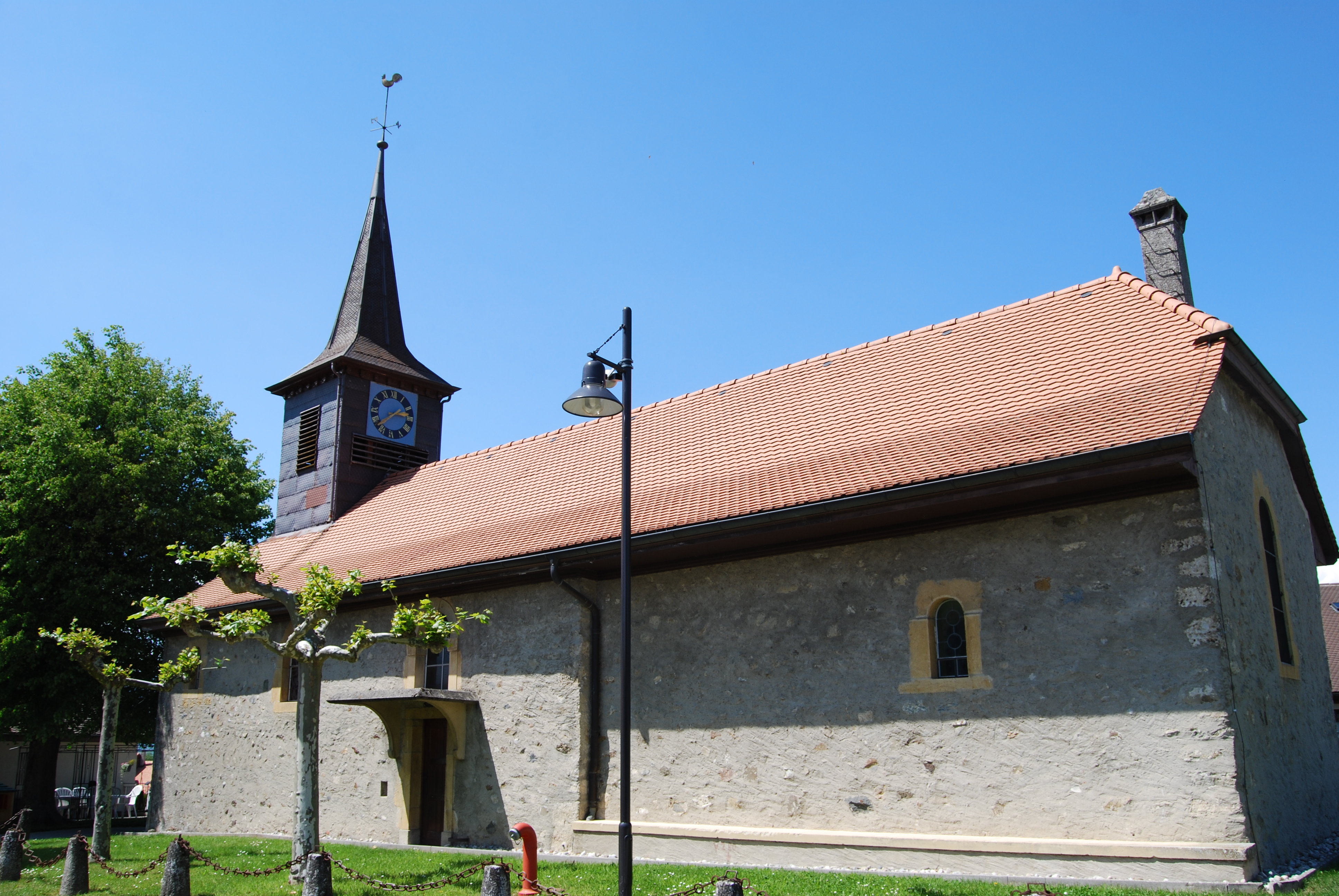
Pfarrkirche St. Georg
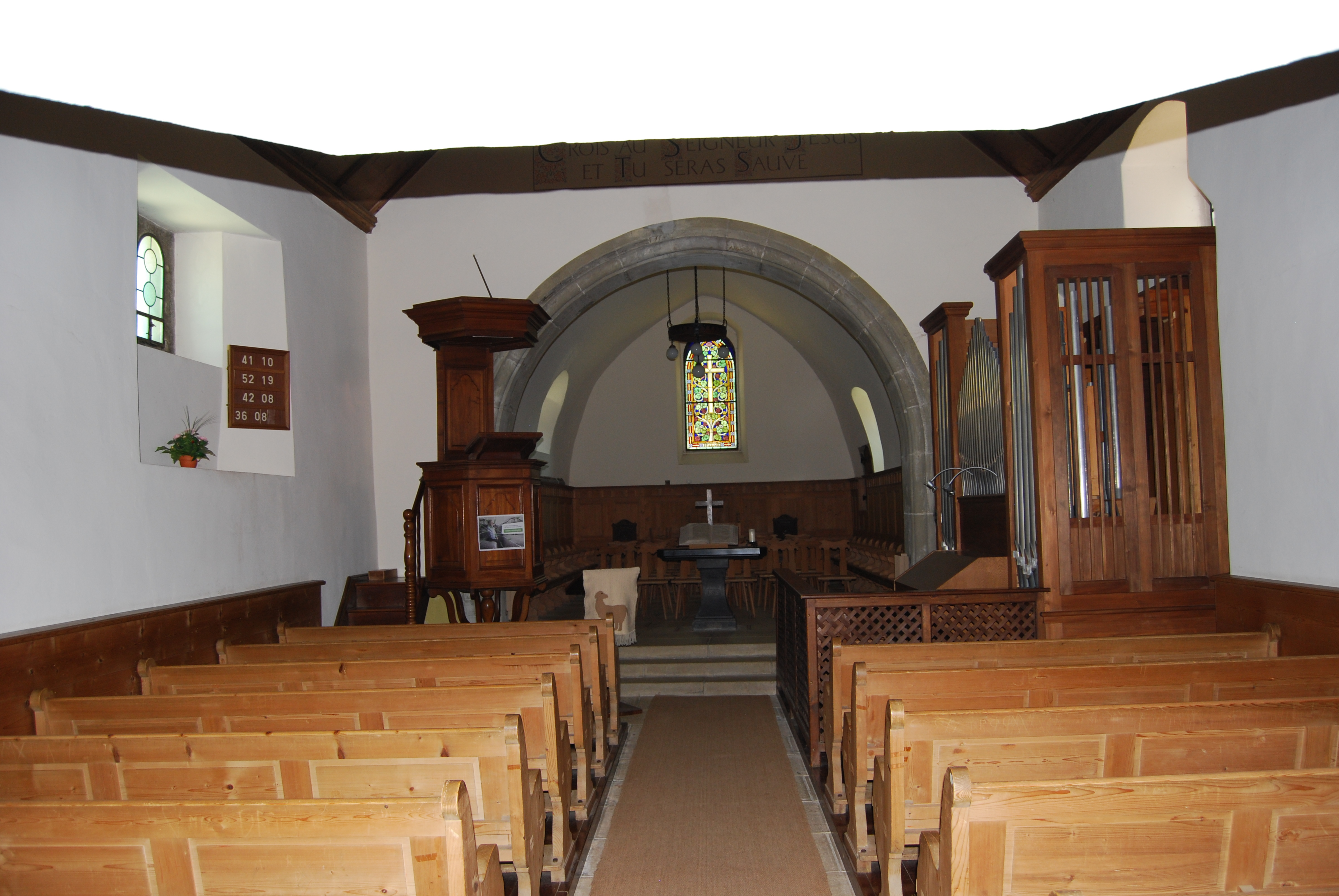
Innenansicht der Pfarrkirche
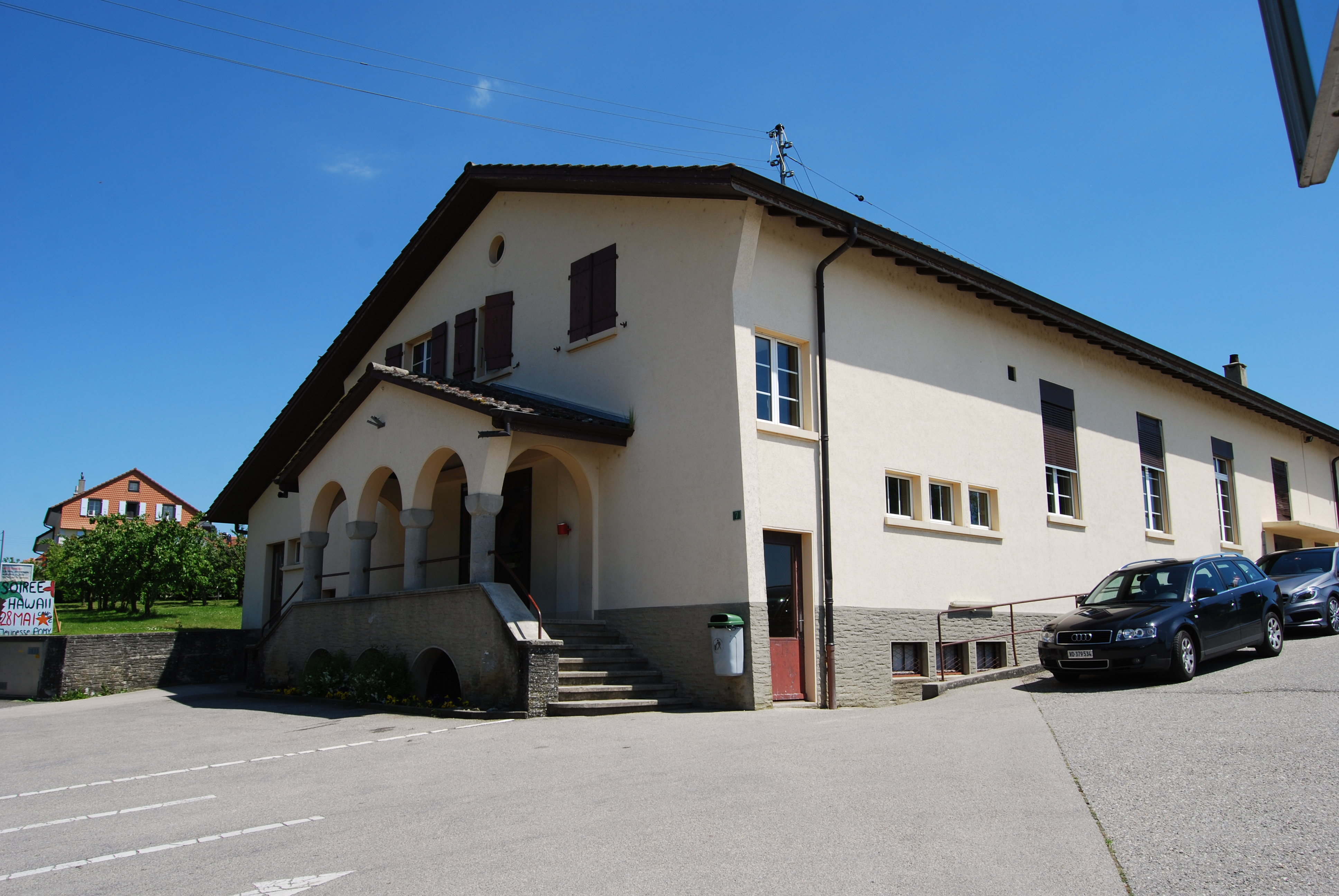
Gemeindesaal
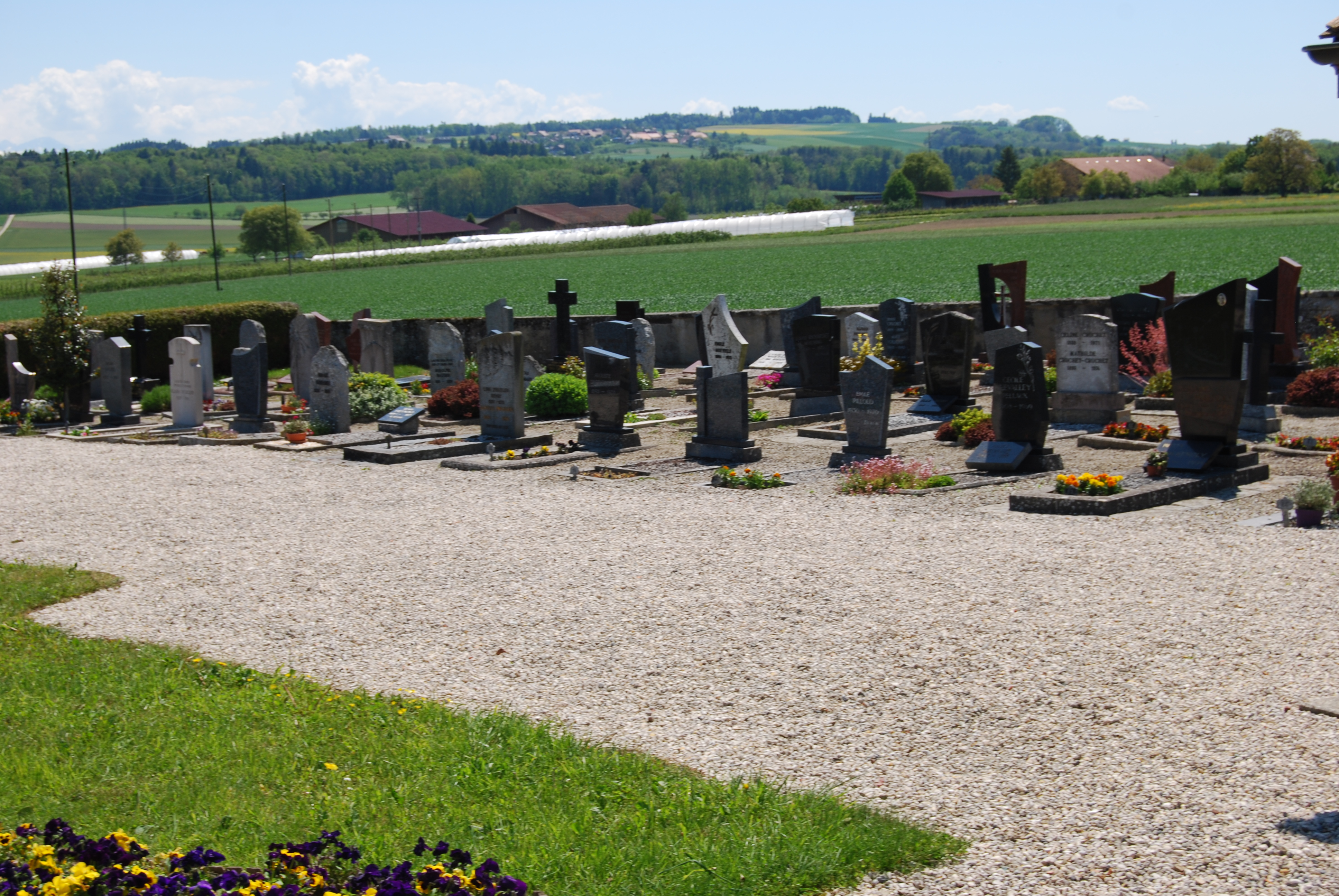
Friedhof
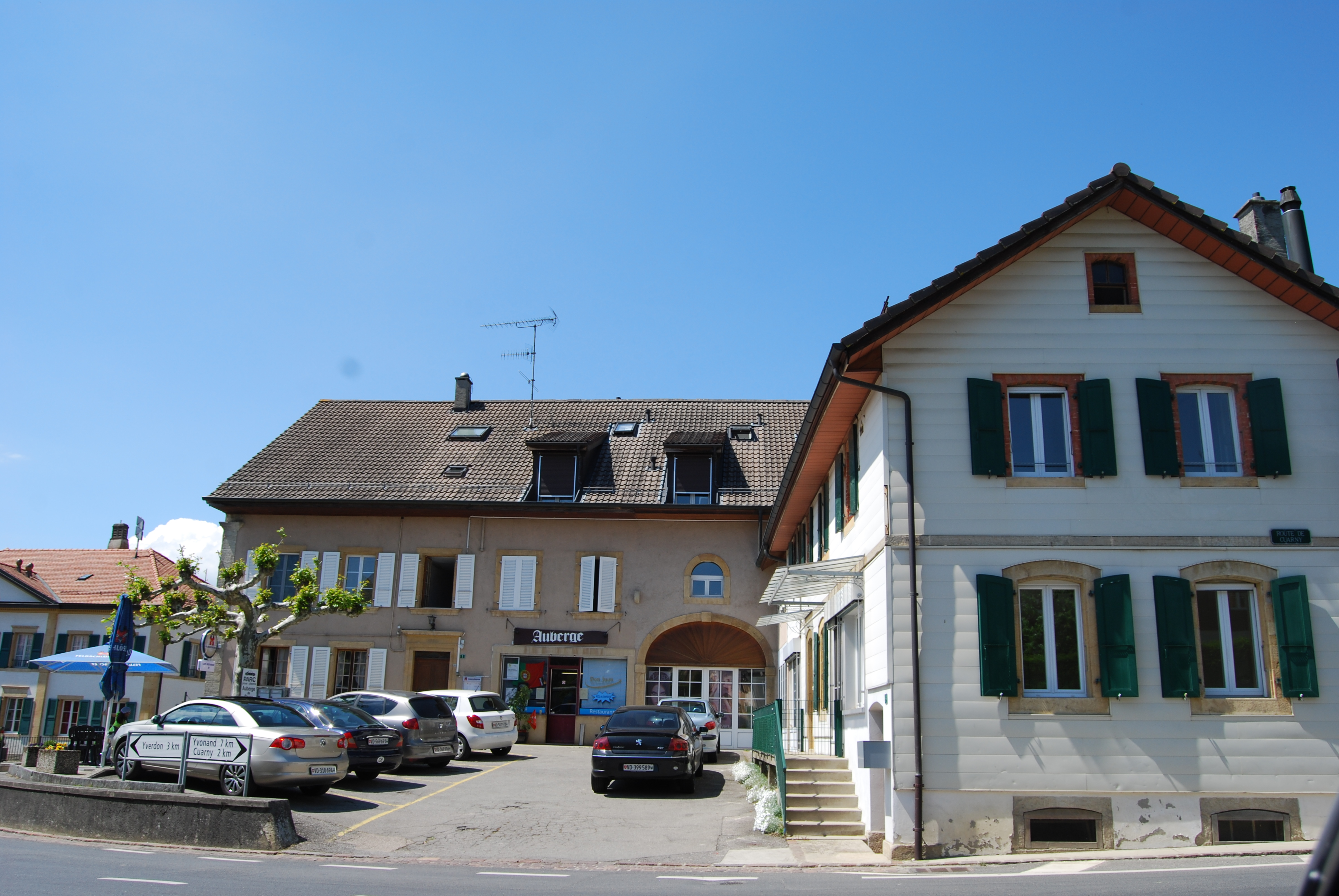
Taverne
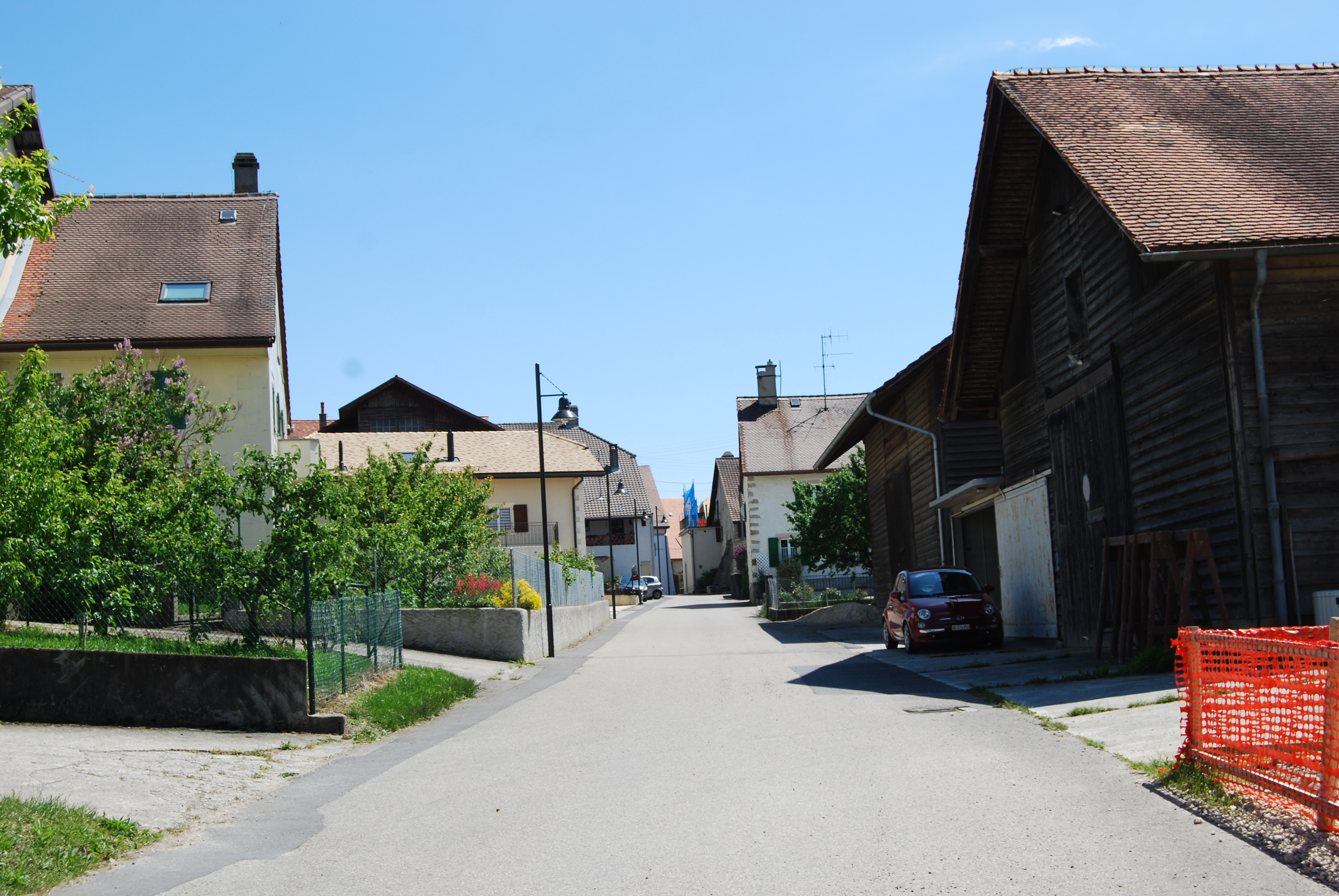
Dorfzentrum